# アルフレッド・ヘンリー・マウラー
アルフレッド・ヘンリー・マウラー（モーラーとも音訳、Alfred Henry Maurer、1868年4月21日 - 1932年8月4日）はアメリカ合衆国の「モダニズム」の初期の画家の一人である。

## 略歴
ドイツ生まれの版画家の息子として、ニューヨークで生まれた。父親から美術を学んだ後、ナショナル・アカデミー・オブ・デザインでウィリアム・メリット・チェイスに学んだ。1897年にパリに渡り、アカデミー・ジュリアンで学んだ。
マウラーはそのキャリアの間に興った様々な絵画のスタイルで製作したことで知られ、初期の作品は写実的なスタイルの風俗画であった。高い評価を得、1901年のカーネギー国際美術展の賞を含むいくつかの賞を受賞した。
1904年以降はフランスの画家との交流から前衛的なスタイルに転じた。「フォーヴィスム」や「キュビズム」を含む様々な現代美術の方法を試みた。
1914年にアメリカに帰国しワイ・ギャラリー(Wye Gallery)を拠点に活動した。晩年の作品は特徴のある女性像や静物画を描いた。父親の死の後、64歳で自殺した。作品はホイットニー美術館などに収蔵されている。

## 作品

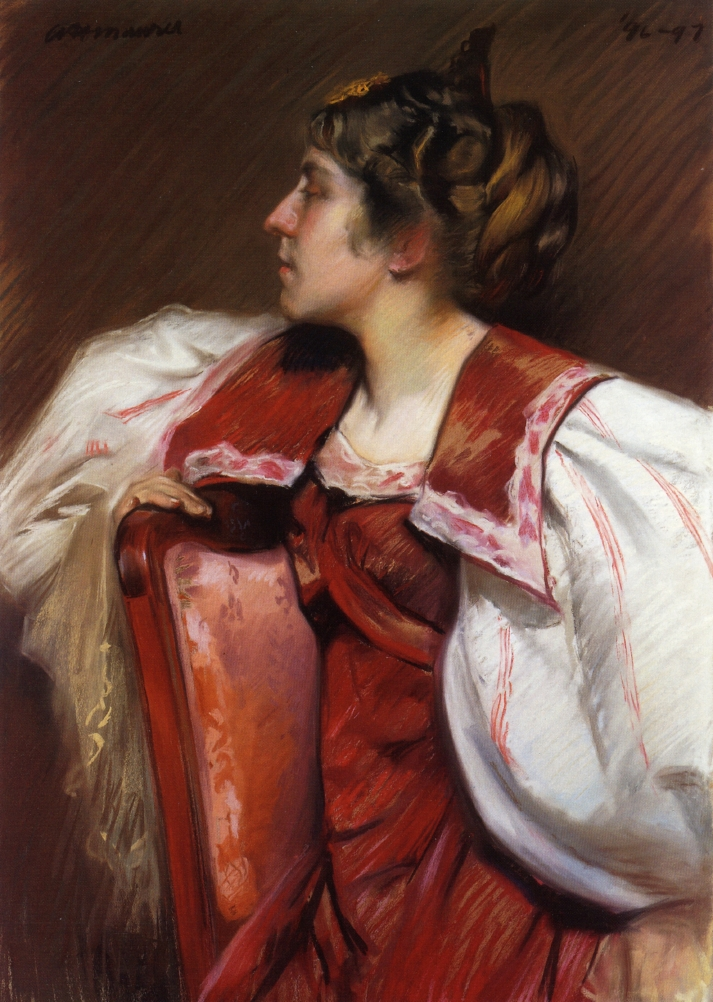
"Eugenia" (1897)
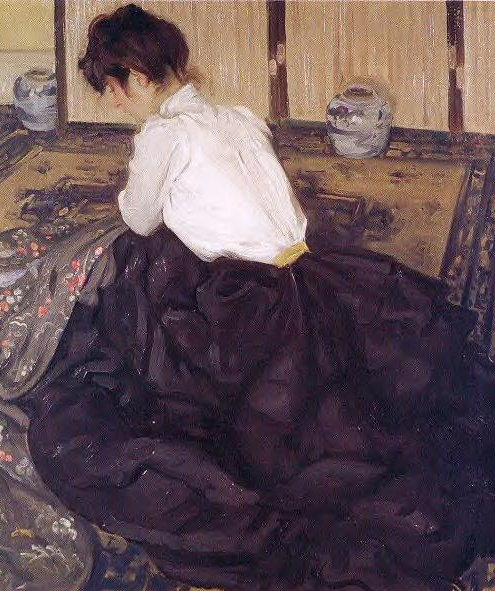
"Arrangement" (1901)
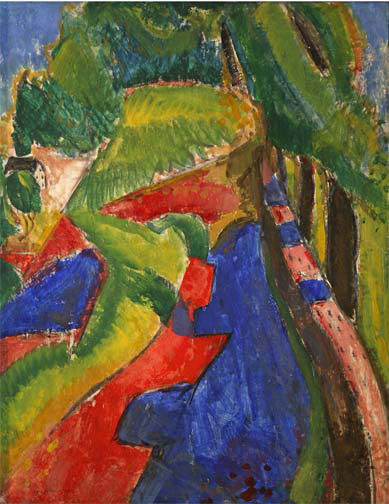
フォーヴィズムの風景画(1908)
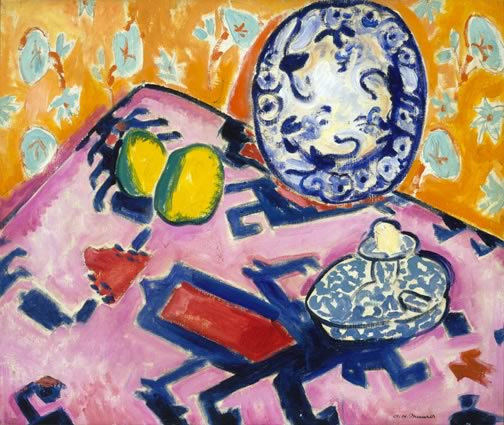
フォーヴィズムの静物画
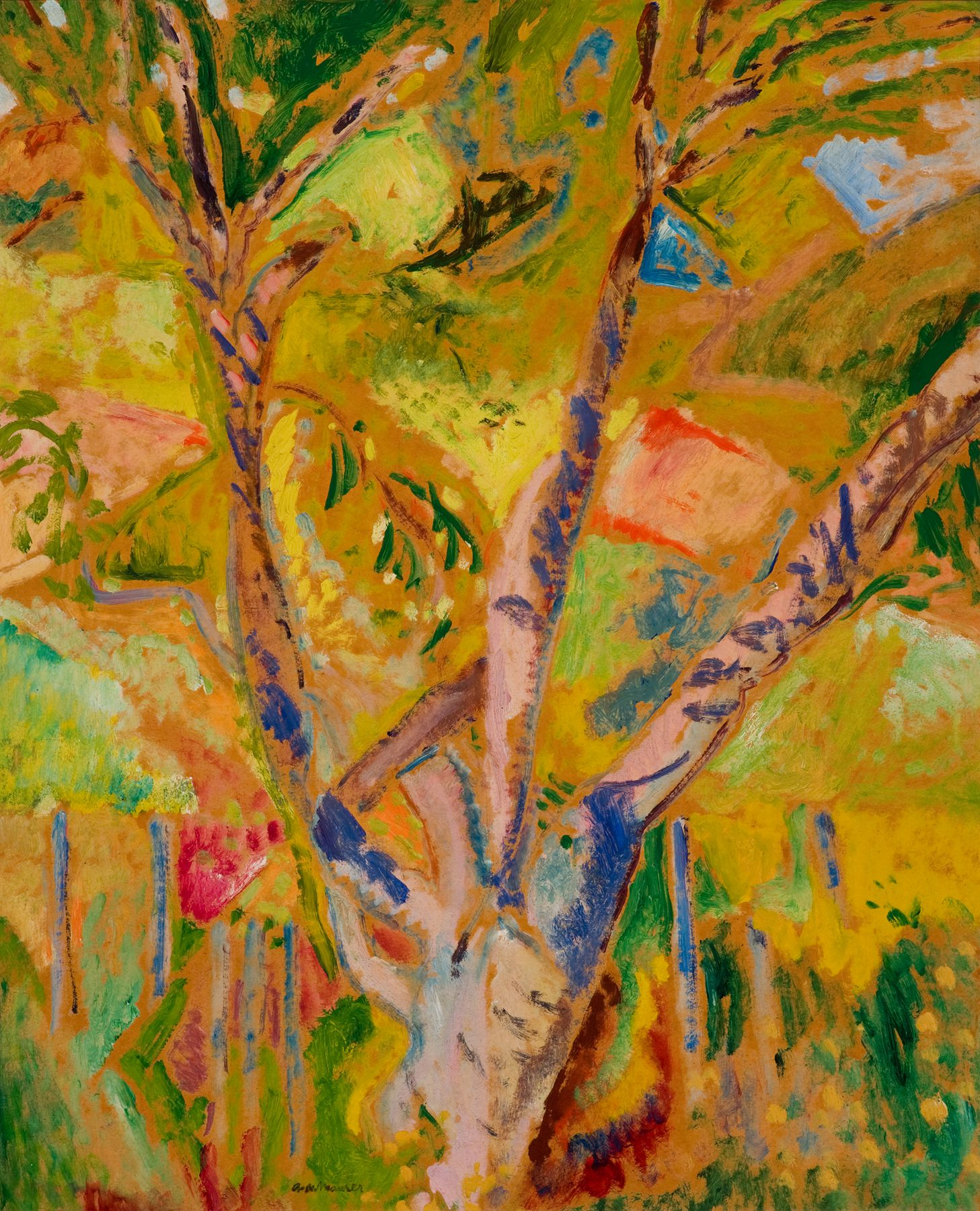
「プロヴィンスの風景」(c.1912)
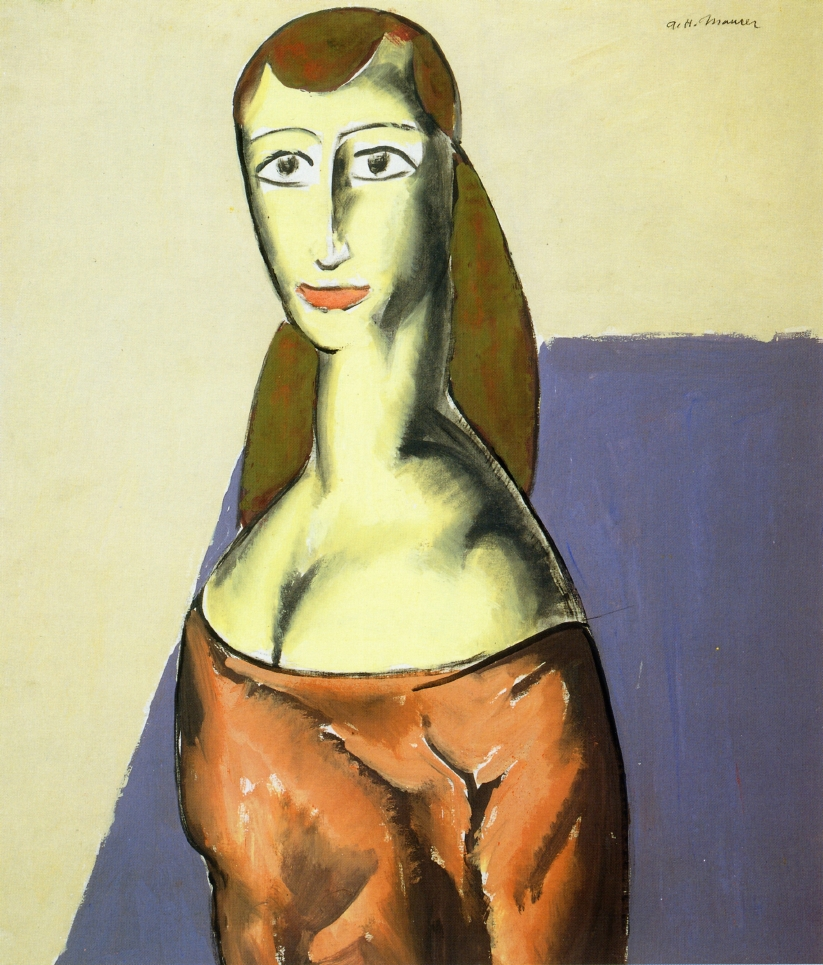
「少女」(1923)
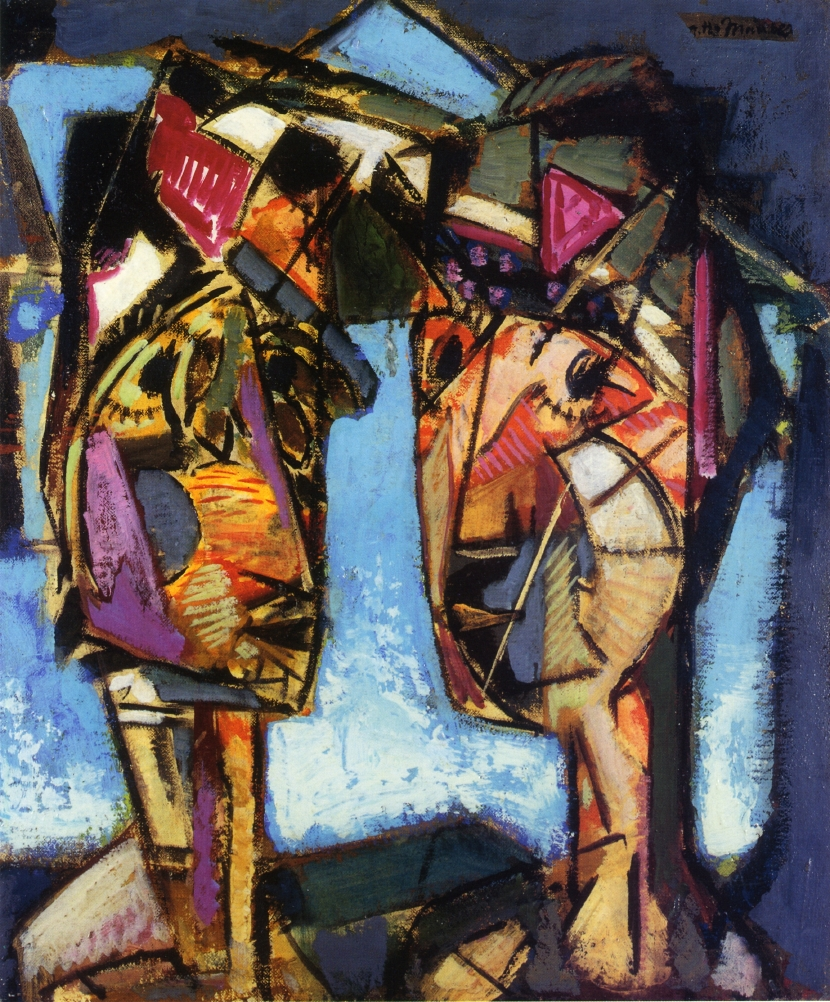
(1930)
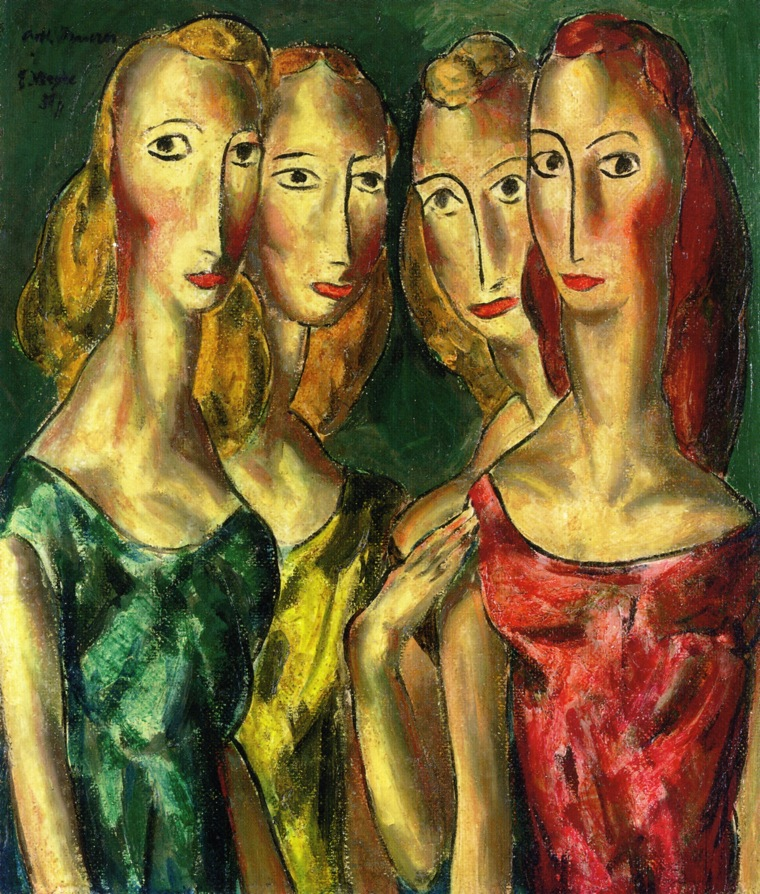
(1931)